# 拉罗达德亚恩达卢西亚
拉罗达德亚恩达卢西亚，是西班牙安达卢西亚自治区塞维利亚省的一个市镇。总面积77平方公里，总人口4212人（001年），人口密度55人/平方公里。